# Włoszczowa
Włoszczowa è un comune urbano-rurale polacco del distretto di Włoszczowa, nel voivodato della Santacroce.
Ricopre una superficie di 253,7 km² e nel 2004 contava 20 487 abitanti.